# Polyamblyodon
Polyamblyodon és un gènere de peixos pertanyent a la família dels espàrids.

## Taxonomia
- Polyamblyodon germanum (Barnard, 1934)[4]
- Polyamblyodon gibbosum (Pellegrin, 1914)[5][6][7]